# Larry B. Scott
Larry B. Scott (New York, 17 augustus 1961) is een Amerikaans acteur.

## Biografie
Scott werd geboren op 17 augustus 1961 in New York als zesde van negen kinderen van Andrew, een ambtenaar, en Valerie, een maatschappelijk werker. Hij groeide op in St. Albans, Queens.
Zijn bekendste filmrol is die van Lamar Latrelle, het openlijk homoseksuele lid van de Tri-Lambda studentenvereniging in de vier Revenge of the Nerds-films die van 1984 tot 1994 geproduceerd werden. In de film SpaceCamp uit 1986 speelde hij tegenover de jonge Joaquin Phoenix. Hij is ook te zien in The Karate Kid als een van de deelnemers die in de finale van de film verliest van Daniel LaRusso. In That Was Then... This Is Now speelde hij naast Emilio Estevez.
Naast zijn filmwerk had Scott ook gastrollen in tal van televisieseries, waaronder Barney Miller, The Jeffersons, Seinfeld, St. Elsewhere, Magnum P.I. en Martin. In de sciencefictionserie Super Force had hij een vaste rol.